# Таємні спілки
Тає́мні спі́лки або сою́зи — соціальний інститут докласового і ранньокласового (іноді як пережиток класового) суспільства, що полягає в об'єднанні чоловіків (дуже рідко жінок, і зазвичай окремо) в групі, що має спільні знання, обряди і символіку, і по відношенню до решти суспільної групи (племені) привілейоване становище.
На думку ряда вчених, таємні спілки виникли саме як таємні чоловічі союзи на стадії зламу матріархального суспільства, тобто переходу від панування жіночого (материнського) роду до чоловічого (батьківського).
У суспільстві таємні спілки виступили попередниками класоутворення, а в окремих випадках і державоутворення — адже члени таких спілок неухильно обстоювали власність і своє впливове становище у суспільній групі. 
Атрибутами будь-якої таємної спілки є її посвячені — керівники та рядові члени; таємні знаки, обряди і церемонії, таємні прикраси і одяг (маски), тобто потаємне сакральне знання, в т.ч. і міфологічні уявлення (наприклад, про першопредків-засновників спілки). Саме в цьому нерідко коріниться зв'язок таємних спілок з релігійними культами. Подеколи членам таємних союзів властива зрозуміла тільки їм таємна мова. Найчастіше вхід до спілки і/або участь у її ритуалах є суворо забороненою для нечленів союзу, а самі обряди відбуваються в потаємних віддалених місцях.
З розвитком класових стосунків у суспільстві таємні союзи, що спершу мали релігійне підґрунтя, найчастіше перетворювалися на професійні таємні союзи, напр. ковалів у Західній Африці. Також відомі пізніші за часом напівтаємні спілки казкарів (гріотів), танцюристів, в т.ч. і жіночі (напр. на півдні Нігерії серед ефік-ібібіо). 
Найбільшого розвитку таємні союзи набули в Африці і Меланезії, також відомі в Америці і Мікронезії, частково (тобто окремі характеристики таємних спілок) можна побачити в суспільствах Полінезії, деяких народів Азії і навіть у давніх народів Європи (наприклад, у чоловічих союзах Спарти).

## Джерело
- Народы мира. Историко-этнографический справочник /  Бромлей Ю. В. (гл. ред.), Арутюнов С. А. (редкол.), Брук С. И. (редкол.), Жданко Т. А. (редкол.), Кожановский А. Н. (редкол.) // Общие термины и понятия. — М.: Советская энциклопедия, 1988. — С. 588. (рос.)